# Zbuzany
Zbuzany (deutsch Zbuzan) ist eine Gemeinde im Okres Praha-západ, Tschechien. Sie liegt in 360 m ü. M. 13 Kilometer südwestlich des Stadtzentrums von Prag. Die Fläche der Gemeinde beträgt 4,91 km².

## Geschichte
Die erste urkundliche Erwähnung des Ortes entstammt dem Jahr 1395.

## Ortsgliederung
Für die Gemeinde Zbuzany sind keine Ortsteile ausgewiesen.

## Sehenswürdigkeiten
- Kapelle der hl. Elisabeth in Zbuzany
- Das Automuseum Praga existierte von 2000 bis 2016 und stellte überwiegend Fahrzeuge der Marke Praga aus[4]
- Denkmal für die Gefallenen der Weltkriege
- Sühnekreuz